# Préchacq-Josbaig
Préchacq-Josbaig è un comune francese di 295 abitanti situato nel dipartimento dei Pirenei Atlantici nella regione della Nuova Aquitania.

## Società

### Evoluzione demografica
Abitanti censiti